# Hymenophyllum umbratile
Hymenophyllum umbratile är en hinnbräkenväxtart som beskrevs av Diem och de Licht. Hymenophyllum umbratile ingår i släktet Hymenophyllum och familjen Hymenophyllaceae. Inga underarter finns listade.